# The Robot's Guide to Freedom
The Robot's Guide to Freedom is het tweede album van de band Ten East.

## Tracklist
| Nr. | Titel                 | Duur |
| --- | --------------------- | ---- |
| 1   | Nocturnal Migration   | 7:13 |
| 2   | Sun Filter            | 4:37 |
| 3   | Hogbreath             | 2:46 |
| 4   | Ocean Dome            | 4:58 |
| 5   | Octopad               | 3:53 |
| 6   | Silkworm              | 8:34 |
| 7   | Hexxon                | 6:06 |
| 8   | Moon Tail             | 4:27 |
| 9   | Where the Hunted Hide | 6:18 |
| 10  | Lockjaw               | 3:34 |

## Bandleden
- Mario Lalli - gitaar
- Bryan Giles - gitaar
- Greg Ginn - gitaar, orgel
- Gary Arce - gitaar, lapsteel
- Scott Reeder - Basgitaar
- Bill Stinson - Drums

## Overige medewerkers
- Design: Dave Lang, Ian Underwood
- Coverdesign: Bill Stinson